# 라빈드라나트 타고르
라빈드라나트 타고르(벵골어: রবীন্দ্রনাথ ঠাকুর [ɹobin̪d̪ɾonat̪ʰ ʈʰakuɹ] 듣기 (도움말·정보), 1861년 5월 7일 ~ 1941년 8월 7일)는 인도의 시인 겸 철학자이다.

## 주요 이력
그는 인도 콜카타에서 배다른 15형제 가운데 열셋째아들로 출생하였다. 영국 런던 대학교 유니버시티 칼리지 런던(Universiy Collge London: UCL)에 유학하여, 법학과 문학을 전공하였다.
1913년 아시아에서는 처음으로 노벨 문학상을 수상했다. 그 후 1929년, 일본을 방문하였다.
타고르는 이 밖에도 방글라데시의 국가와 인도의 국가를 작사·작곡하였으며, 그가 시를 짓고 직접 곡까지 붙인 노래들은 로빈드로 숑기트(Rabindra Sangit)라고 하여 방글라데시와 인도 서벵골 주를 아우르는 벵골어권에서 지금도 널리 불리고 있다. 뿐만 아니라 그는 간디에게 '마하트마(위대한 영혼)'라는 이름을 지어 주었다. 한국에서는 1990년대 초등학교 고학년 국어교과서에 실렸다.

## 주요 경력
- 前 인도 비스바 바라티 대학교 명예총장

## 학력
- 1882년 영국 런던 대학교 법학과 중퇴

### 명예 학사 학위
- 1916년 영국 런던 대학교 법학과 명예 학사 학위
- 1917년 인도 캘커타 대학교 명예 벵골문학 학사 학위

### 명예 박사 학위
- 1926년 인도 캘커타 대학교 명예 철학박사

## 사후 서훈
- 1976년 8월 7일, 아부 사다트 모하마드 사옘 당시 방글라데시 대통령에 의하여 방글라데시 명예 시민권이 추서됨.

## 주요 작품

### 타고르가 쓴 시작품 중 일부
타고르가 쓴 시 중 일부이다.
| আমার এ গান ছেড়েছে তার সকল অলংকার, তোমার কাছে রাখে নি আর সাজের অহংকার। অলংকার যে মাঝে পড়ে মিলনেতে আড়াল করে, তোমার কথা ঢাকে যে তার মুখর ঝংকার। তোমার কাছে খাটে না মোর কবির গর্ব করা, মহাকবি তোমার পায়ে দিতে যে চাই ধরা। জীবন লয়ে যতন করি যদি সরল বাঁশি গড়ি, আপন সুরে দিবে ভরি সকল ছিদ্র তার। | 아마르 에 간 체레체 타르 쇼콜 올롱카르 토마르 카체 라케 니 아르 샤제르 오홍카르 올롱카르 제 마졔 포레 밀로네테 아랄 코레 토마르 코타 다케 제 타르 무코로 종카르 토마르 카체 카테 나 모르 코비르 고르보 코라 모하코비 토마르 파에 디테 차이 제 도라 지본 로에 조톤 코리 조디 쇼롤 바시 고리 아폰 슈레 디베 보리 소콜 치드로 타르. |

## 같이 보기
- 카지 나즈룰 이슬람